# Sint Andriespoort
De Sint-Andriespoort (ook: Triesgenspoort of Triesjespoort) is een voormalige stadspoort in Amersfoort in de provincie Utrecht.
De poort was een deel van de tweede ommuring van de stad uit de 14-15de eeuw en stond aan de zuidoostzijde van de binnenstad aan het einde van de huidige Sint Andriesstraat. De naam van de poort verwijst naar de nabijgelegen Sint-Andreaskapel of Sint-Andrieskamp, dat in die tijd net buiten de muren lag en via een eenvoudig landweggetje te bereiken was.

## Geschiedenis
De landpoort werd rond 1388 gebouwd. De toren bestond uit een grote, rechthoekige toren, waar een doorgang onder was. De meeste dreiging kwam in die tijd van Gelre, uit het oosten. Begin 19de eeuw waren de poorten niet meer nodig en rond 1831 werd de poort afgebroken. De bouwmaterialen van de poort en omliggende stadsmuren werden gebruikt voor de kazerne op de Beestenmarkt. Deze is later, in 1975, ook weer afgebroken.